# Sophie et le Souffle du dragon
Sophie et le Souffle du dragon est le 11e album de la série Sophie de Jidéhem et Vicq, paru en 1976. Il reprend la trente-quatrième histoire des aventures de Sophie, publiée pour la première fois dans le journal Spirou en 1974 (no 1906 à no 1911) sous le titre L'Haleine du dragon, complétée de trois autres histoires : De vraies vacances, Drôle de cirque et Le Ballon du petit Bernard.